# アントニオ・ローマ
アントニオ・ローマ（Antonio Roma, 1932年7月13日 - 2013年2月20日）は、アルゼンチン・ブエノスアイレス出身の元サッカー選手。アルゼンチン代表であった。ポジションはゴールキーパー。
その個性的なスローイングから、ターザンというニックネームを持つ。

## 経歴
1959年、チームメイトのシルビオ・マルソリーニとともに、フェロカリル・オエステからボカ・ジュニアーズに移籍した。1960年4月3日のエストゥディアンテス戦でデビューした。引退する1972年までボカ・ジュニアーズに在籍し、サポーターのアイドルのひとりになった。アルゼンチン・リーグは1962年、1964年、1965年の3度制し、1969年には783分間連続無失点の記録を作った。
アルゼンチン代表としては、1956年から1967年までの間に42試合に出場した。1962 FIFAワールドカップと1966 FIFAワールドカップに出場した。